# Boxing (videojuego de 1980)
Boxing es una interpretación en forma de videojuego del deporte del boxeo desarrollado por el programador Bob Whitehead para Atari VCS (más tarde rebautizado como Atari 2600). Fue publicado por Activision en 1980. Es uno de los primeros videojuegos desarrollados por Activision. El juego está basado en Boxer, un juego arcade inédito de 1978 del anterior empleador de Whitehead, Atari, Inc. Boxer fue escrito por Mike Albaugh, quien también escribió Drag Race para Atari, un juego clonado por Activision como Dragster.

## Modo de juego
Boxing muestra una vista de arriba hacia abajo de dos boxeadores, uno blanco y otro negro. Cuando está lo suficientemente cerca, un boxeador puede golpear a su oponente con un puñetazo (que se ejecuta presionando el botón de disparo en la palanca de mando Atari). Esto hace que su oponente retroceda ligeramente. Los golpes largos suman un punto, mientras que los golpes más cercanos (golpes poderosos, según el manual) suman dos. No hay derribos ni rondas. Un partido se completa cuando un jugador da 100 golpes (un «nocaut») o cuando han transcurrido dos minutos (una «decisión»). En caso de decisión, el jugador con más golpes lanzados es el ganador. Los empates son posibles.
Si bien la jugabilidad es simple, hay sutilezas, como poner a un oponente contra las «cuerdas» y «hacer malabarismos» con él hacia adelante y hacia atrás entre golpes alternos.

## Recepción
Boxing fue reseñado por la revista Video en su columna «Arcade Alley», donde se describió como «una demostración de la voluntad de Activision de atacar con valentía en nuevas direcciones» y elogiado por evitar que las cosas «se vuelvan innecesariamente complejas» al realizar golpes automáticos. selección para el jugador.

## Legado
Boxing estuvo disponible en el servicio Game Room de Microsoft en 2010.
En 2011, se desarrolló una versión académica ampliada del juego, llamada Clever Boxer, como punto de referencia para Game AI.